# Mike Allen Specialties
Mike Allen Specialties Inc., später Mike Allen’s Auto Craft Specialties Inc., war ein US-amerikanischer Hersteller von Automobilen.

## Unternehmensgeschichte
Das Unternehmen Mike Allen Specialties wurde am 22. Januar 1985 in Boise in Idaho gegründet. Am 22. März 1985 änderte sich die Firmierung in Mike Allen’s Auto Craft Specialties. Die Produktion von Automobilen und Kit Cars begann bereits 1982, etwa 1982 oder in den 1980er Jahren. Der Markenname lautete Allen. 1987 endete die Produktion.

## Fahrzeuge
Das einzige Modell war ein Fahrzeug im Stil des AC Cobra. Die Front ähnelte etwas dem Jaguar E-Type. Ein Rohrrahmen bildete die Basis. Die vordere Radaufhängung kam vom Ford Mustang II und die hintere vom Corvette, oder auf Wunsch komplett vom Corvette.